# 徐奭 (元朝)
徐奭（1280年—1344年），字周臣，元朝彰德安阳人。
他由国子生为学录，官至户部主事，擢升为户部员外郎。拜监察御史，弹劾不称职的台臣。出任佥浙西道肃政廉访司事，为中台都事。再转任为浙东道肃政廉访使，以安静治理闻名。入朝为户部尚书，参议中书省事。拜为治书侍御史，与朝中言事之人不合。以病辞归。后再为礼部尚书，擢升为河东山西道宣慰使，拜为河南江北等处行中书省参知政事，改任集贤侍讲学士。元顺帝至正四年去世，时年六十五岁。徐奭为人恭谨温顺，当官时，有不可之事，就马上指出，所以多次被奸人陷害。